# KOSMA
Кельнська обсерваторія субміліметрової астрономії (Kölner Observatorium für Submilimeter Astronomie, KOSMA) — колишній радіотелескоп для субміліметрової астрономії, розташований на 3135 м на горі Ґорнерґрат поблизу Церматта в Швейцарії. Телескопом керували Фізичний інститут Кельнського університету і Радіоастрономічний інститут Боннського університету.
Телескоп мав головне дзеркало діаметром 3 м і вторинне дзеркало діаметром 0,27 м. Він був оснащений гетеродинними приймачами, що охоплювали діапазон частот 210—820 ГГц, що відповідає довжинам хвиль від 0,35 до 1,4 мм і підходить для спостережень ліній міжзоряного середовища.
Через велику висоту та хороші кліматичні умови, обидві вежі готелю «Кульм» у Ґорнерґраті слугували обсерваторією з 1967 року. У 1985 році Кельнський університет встановив телескоп KOSMA в південній вежі, а в 1995 році його замінили новою антеною та монтуванням. У північній вежі до 2005 року працював 1,5-метровий інфрачервоний телескоп TIRGO, який експлуатувався італійською асоціацією університетів.
У 2010 році телескоп перемістили на нове місце, — в Яньбаджайн (Тибет, Китай), на висоту 4300 м, — і перейменували на CCOSMA.